# Direct-sequence spread spectrum
L'étalement de spectre à séquence directe (DSSS : direct-sequence spread spectrum) est une technique d'étalement de spectre utilisée dans les communications par satellite, les réseaux sans fil et plus précisément la version du  Wi-Fi définie par la norme IEEE 802.11b.
Le but du DSSS est, d'une part, de rendre les signaux occupant une bande de fréquence, comme un signal de parole, plus résistants aux brouillages et aux interférences rencontrés lors de la transmission ; d'autre part de permettre à plusieurs équipements de partager la même fréquence porteuse (accès multiple par répartition par code). Pour cela, ils sont combinés avec un signal pseudo-aléatoire de fréquence beaucoup plus élevée. En conséquence, le signal résultant occupe une bande de fréquence plus large, déterminée par la fréquence du signal pseudo-aléatoire. Cette technique s'applique essentiellement à des liaisons numériques; le signal d'étalement est dans ce cas une séquence de code pseudo-aléatoire.
Le fait d'étaler la puissance du signal émise sur une bande de fréquence plus large diminue la densité de puissance émise et dans le cadre d'applications militaires, le DSSS peut être utilisé dans un tout autre but : dissimuler le signal en augmentant sa ressemblance avec un bruit aléatoire.
Une autre technique d'étalement de spectre est le FHSS.